# 胡应泰
胡应泰，顺天大兴人，是一名清朝政治人物。进士出身。
胡应泰曾于道光二十七年(1847年)接替徐耀任延平府知府一职，道光三十年(1850年)由金崇接任。